# YCC ヨコハマ創造都市センター

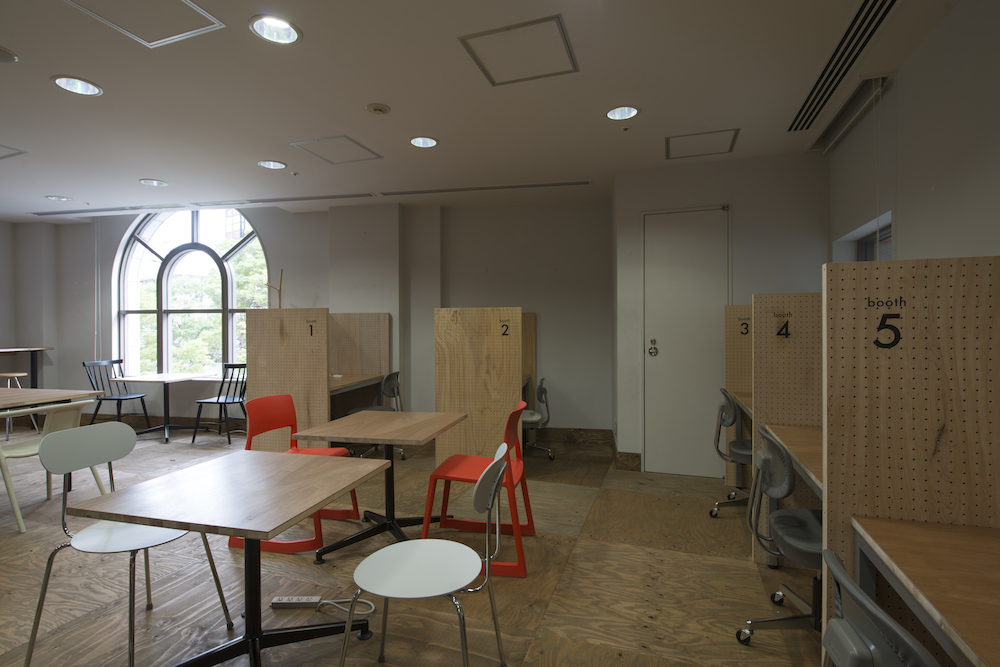
YCC 2F コワーキングスペース キャンバス（2015年6月）

YCC ヨコハマ創造都市センター（わいしーしーよこはまそうぞうとしせんたー、略称: YCC）は、神奈川県横浜市中区の横浜アイランドタワー低層部（旧第一銀行横浜支店を保存活用、みなとみらい線馬車道駅直結）にかつて存在したクリエイティブ活動の拠点。横浜市が推進する「創造都市」施策の中心的役割を担う施設として運営され、創造界隈の拠点のひとつでもあった。
2009年5月に横浜市芸術文化振興財団が「ヨコハマ・クリエイティブシティ・センター」（略称: YCC）として開設（翌2010年4月には「ヨコハマ創造都市センター」に改称）したのち、2015年4月より特定非営利活動法人 YCCの運営となり、デザイナーやアーティストなどクリエイティブ分野の人々だけでなく、学生、主婦、子供、年輩の方、地元企業や起業家など、さまざまな人々に開かれた施設として同年6月30日に「YCC ヨコハマ創造都市センター」としてリニューアルオープン。施設内にはカフェ、ギャラリー、コワーキングスペース（シェアオフィス）、イベントスペース、ファブラボ、レンタルスペースなどさまざまな機能が備わり、クリエイティブ分野の人々だけでなく、一般の人々も気軽に入れる施設を目指すとしていた。しかし、5年間の運営事業期間の満了に伴い、2020年3月末をもって運営を終了している（後節「#建築物と活用の経緯」も参照）。
なお、当センターがあった建物内にはクラフトカフェやフラワーショップ、アトリエ、シェアオフィスなどが入る新たなアートの発信拠点（運営事業者は竹中工務店を代表とする「BankPark YOKOHAMA」）が2025年9月に開業予定である。

## 運営事業者
2014年12月に横浜市文化観光局によって実施された運営事業者プロポーザルによって、株式会社トーンアンドマター、オフソサエティ株式会社、デザイニト株式会社、一般財団法人セゾン現代美術館の4組織の連合体が最優秀となり、特定非営利活動法人 YCC (NPO YCC) を結成（YCCは以前の施設名であるヨコハマ・クリエイティブシティ・センターの略称）。プロポーザルでは、デザイン、アートなど各分野で活躍する組織の集合体が、最優秀となったことで話題となった。長田哲征（オフソサエティ株式会社）が館長および代表理事に、広瀬郁（株式会社トーンアンドマター）が長田と共同の代表理事に、伊東祥次（デザイニト株式会社）が理事に就任し、運営を行っていた。
なお、これ以前の運営事業者については後節「#建築物と活用の経緯」を参照。

## 機能
運営を終了する以前の施設機能を以下に記す。
- 1階：ギャラリー、カフェ オムニバス
- 2階：コワーキングスペース キャンバス（会員制シェアオフィス）
- 3階：イベントスペース、 ファブラボ・ベータ・馬車道
- 地下1階：イベントホール 80 m2（収容人数：50名程度）

### レンタルスペース
横浜市所有の歴史的建造物である本施設を、広く市民に利用してもらうという考え方のもと、レンタルスペース事業も実施していた。
YCC レンタルスペース事業
- 1階：ギャラリー（300 m2、収容人数：200名程度、着席時100名程度）
- 3階：イベントスペース（レンタルスペース/300 m2、収容人数：200名程度、着席時120名程度）

## 建築物と活用の経緯
1929年（昭和4年）に「第一銀行横浜支店」として建造（1980年から「横浜銀行本店別館」として使用）。列柱を並べた半円形のバルコニーが特徴である古代ローマの建築様式「トスカーナ式オーダー」の建物であり、横浜市認定歴史的建造物にも認定されている。
2003年（平成15年）の移転・改築を経て、2004年（平成16年）1月の横浜市「『文化創造都市－クリエィティブシティ・ヨコハマ』の形成に向けた提言」を受け、同年3月に横浜市が推進する歴史的建造物を活用した芸術文化創造の実験的プログラム（都心部歴史的建造物活用事業）の第一号「BankART1929 Yokohama」によって再活用が開始された。
その後、横浜市芸術文化振興財団が運営事業者となり、2009年（平成21年）5月から文化芸術創造都市・横浜の推進拠点「ヨコハマ・クリエイティブシティ・センター (YCC)」として運営、翌2010年（平成22年）4月には「ヨコハマ創造都市センター」に改称された。
さらに2015年（平成27年）から横浜における新たなクリエイティブ拠点として、特定非営利活動法人 YCCが運営事業者となり、ギャラリー、カフェ、コワーキングスペース、ファブラボなどの機能を備えた複合施設「YCC ヨコハマ創造都市センター」が2020年（令和2年）3月まで約5年間運営された。

## 歴史
- 1929年（昭和4年） - 第一銀行の横浜支店として竣工[11]。同行設計課長の西村好時による設計。
- 1972年（昭和47年） - 日本不動産銀行横浜支店となる[11]。
- 1980年（昭和55年） - 横浜銀行本店別館となる[11]。
- 1995年（平成7年） - 先端半円の部分のみ曳家一部残存改修。
- 2003年（平成15年） - 建物を保存改修した上で、オフィス高層棟「横浜アイランドタワー」を増設。
- 2004年（平成16年） - 「BankART1929 Yokohama」開設[4][5][16]（2009年3月まで）。
- 2009年（平成21年） - 横浜市芸術文化振興財団が運営事業者となり[4][5]、「ヨコハマ・クリエイティブシティ・センター (YCC)」開設[2]。
- 2010年（平成22年） - 施設名称が「ヨコハマ創造都市センター」へと変更[2]。
- 2015年（平成27年） - 運営事業者が特定非営利活動法人 YCCとなり、施設名称が「YCC ヨコハマ創造都市センター」へと変更[5]。
- 2020年（令和2年） - 5年間の運営事業期間の満了[4]に伴い、3月末をもって「YCC ヨコハマ創造都市センター」の運営を終了[5]。

## アクセス
- 電車
  - みなとみらい線「馬車道駅」下車 1b出口
  - JR・市営地下鉄ブルーライン「桜木町駅」下車、徒歩5分
  - JR・市営地下鉄ブルーライン「関内駅」下車、徒歩7分

- 横浜市営バス
  - 横浜市役所前バス停下車徒歩1分（8・20・21・26・58・113・158系統）
  - 馬車道駅前バス停徒歩3分（26系統・あかいくつ）